# Фокино (Московская область)
Фокино — посёлок в Орехово-Зуевском муниципальном районе Московской области. Входит в состав сельского поселения Белавинское. Население — 17 человек (2010).

## Расположение
Посёлок Фокино расположен в восточной части Орехово-Зуевского района, примерно в 19 км к юго-востоку от города Орехово-Зуево. Высота над уровнем моря 134 м.

## История
До 2006 года посёлок входил в состав Белавинского сельского округа Орехово-Зуевского района.

## Население
По переписи 2002 года в посёлке проживало 34 человека (16 мужчин, 18 женщин).
| 2002 | 2006 | 2010 |
| ---- | ---- | ---- |
| 34   | ↘25  | ↘17  |